# Greenboy (曲)
「greenboy」（グリーンボーイ）は、日本の歌手である沢田研二の72枚目のシングルである。
2005年5月9日にJULIE LABELより発売された。

## 解説
- アルバム『greenboy』と同時発売シングル。

## 収録曲
1. greenboy
  - 作詞：沢田研二／作曲：吉田光／編曲：白井良明
2. 笑う動物
  - 作詞：GRACE／作曲・編曲：白井良明